# Callisia gentlei
Callisia gentlei är en himmelsblomsväxtart som beskrevs av Eizi Matuda. Callisia gentlei ingår i släktet sköldpaddstuvor, och familjen himmelsblomsväxter.

## Underarter
Arten delas in i följande underarter:
- C. g. elegans
- C. g. gentlei
- C. g. macdougallii

## Bildgalleri

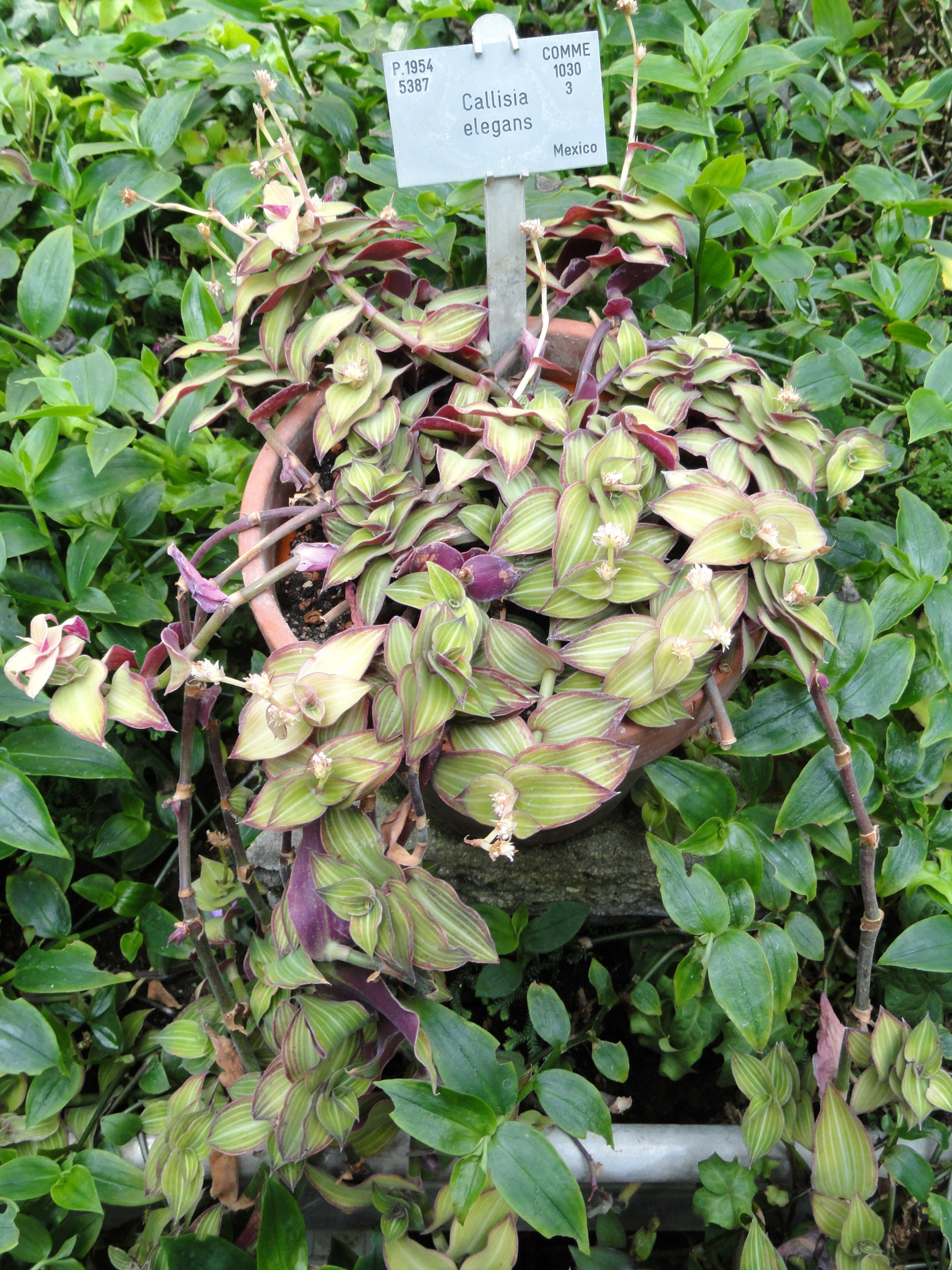
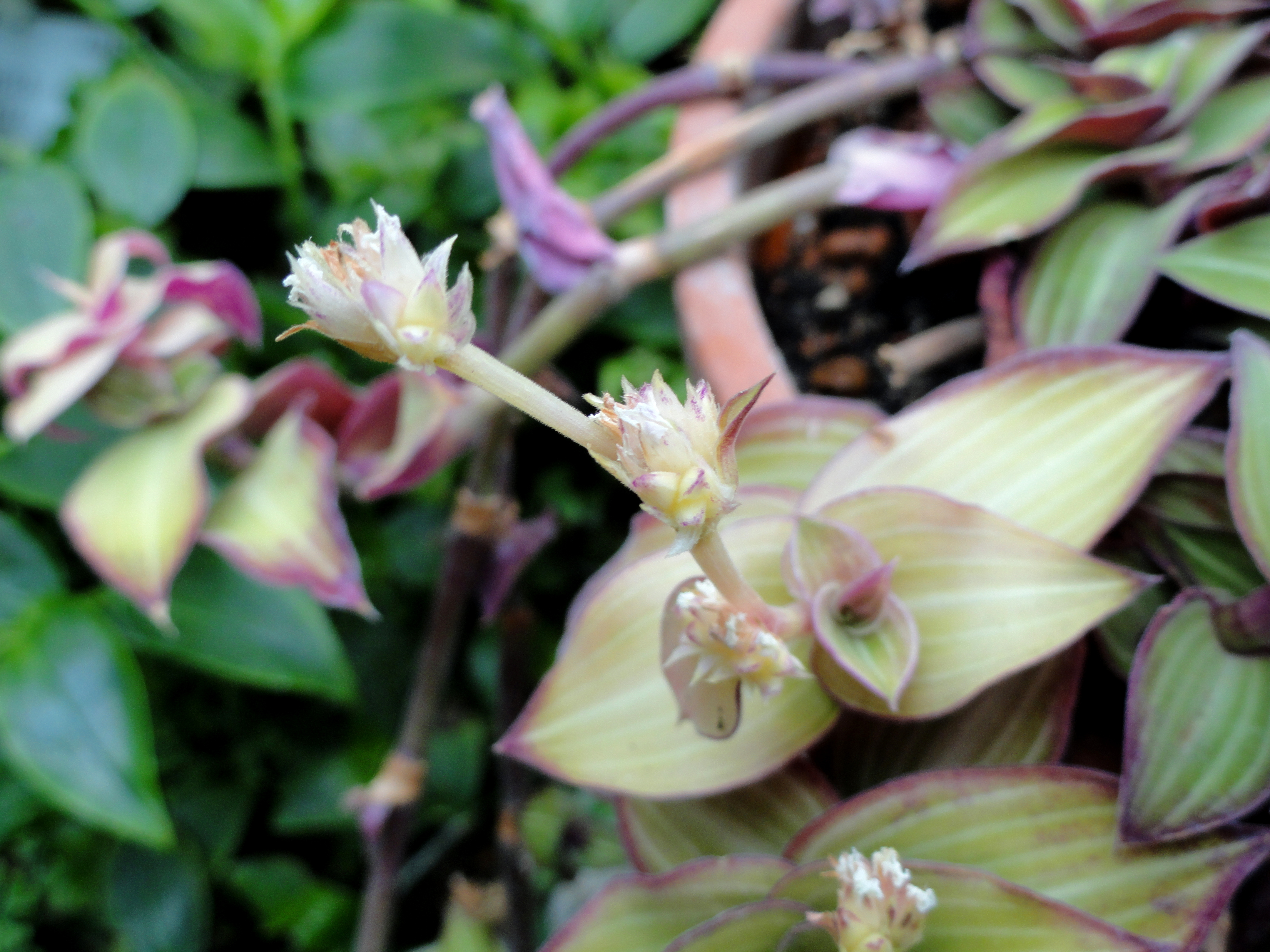